# 대한민국 민사소송법 제30조
대한민국 민사소송법 제30조는 변론관할에 대한 민사소송법조문이다.

## 조문
제30조(변론관할) 피고가 제1심 법원에서 관할위반이라고 항변하지 아니하고 본안에 대하여 변론하거나 변론준비기일에서 진술하면 그 법원은 관할권을 가진다.

제30조(변론관할) 피고가 제1심 법원에서 관할위반이라고 抗辯하지 아니하고 本案에 대하여 辯論하거나 辯論準備期日에서 진술하면 그 법원은 관할권을 가진다.

## 참조조문
제31조(전속관할에 따른 제외) 전속관할(專屬管轄)이 정하여진 소에는 제2조, 제7조 내지 제25조, 제29조 및 제30조의 규정을 적용하지 아니한다.